# 蜻蜓之眼
《蜻蜓之眼》是一部中華人民共和國藝術家兼中央美術學院副院長徐冰執導的2017年獨立電影，同時這也是徐冰的電影處女作。影片源自徐冰在2013年的構思，將包括整容、變性、網路直播、性騷擾在内的各類中國社會話題作爲主題，以上萬小時的監控錄影爲素材進行剪輯製作而成。《蜻蜓之眼》於2015年12月末發佈預告片，2017年8月在瑞士盧卡諾影展首度面世。其剪輯手法獲得了普遍好評、總體被認爲從社會邊緣題材的角度體現了藝術家對權力的反抗，是一部將電影與觀念藝術相混合的獨特作品。截至2017年10月，該作未能在中國大陸公開上映。

## 背景
截至2017年6月，中國大陸安裝於公共場所的監控攝影機總計有1.7億部；預計在2020年，攝影機的數量將在原本的基礎上增設4.5億部。打擊犯罪與政治控制被認爲是這一龐大監視系統的主要功能，與此同時中國也因此被指可能是全球監控攝影機「最密集的地方」。
《蜻蜓之眼》的導演徐冰是中國當代藝術家，其作品風格一貫具有創新元素、且混合了不同的藝術手法。在徐冰過往的影視作品中，《天書》的主要内容是象形文字與拼音文字的組合；《地書》則由社交網絡中的表情符號堆砌而成。電影由詩人翟永明、張憾依兩人編劇；而助理剪輯師之一是中國前衛藝術家、中央美術學院研究生葛宇路，其曾經創作相關但不相同之作品《與監控攝像頭對視》。該片的剪輯師馬修·拉克勞（Matthieu Laclau）與配樂師半野喜弘此前也均參與過賈樟柯作品《山河故人》的製作。

## 概述
影片以一次意外溺水的畫面開頭，并立刻將情節轉向了在佛寺修行的尼姑蜻蜓。蜻蜓決定離開佛寺之後在一間乳製品工廠找了一份飼養乳牛的工作。鏡頭很快被調到一次飛機墜毀事故，又經歷一片漆黑、最後切換回了工廠，畫面上的乳牛們被集體捆綁在巨大的輪狀機器上。在那裡，蜻蜓結識了農業技師柯凡、并向後者坦白她希望將工廠的一頭牛放歸野外。乳牛在黑暗中的馬路上奔馳，隨之到來的是各種混亂與意外。
兩人最終一同離職、搬去了新的城市。在柯凡追求蜻蜓的歷程當中，約會和打鬥均時有發生。電影的畫面時而閃爍不定、時而嗡嗡作響，穿插著從高處拍攝到的中國各個角落的影像：閃電擊中汽車的瞬間；餐館裡被滾燙熱水泼在身上的女人；由路怒和車禍引發的暴力事件等等。
蜻蜓的第二份工作在乾洗店，然而在得罪了一位暴發戶主顧之後，她又不得不再次離開、去一間西餐廳上班。一次，蜻蜓遭到一個女人的粗魯對待，致使柯凡對後者懷恨在心。柯凡隨即駕車撞向女子及其朋友、意欲達到恐嚇目的，最終導致自己鋃鐺入獄。柯凡在監獄的日子裡，蜻蜓做了整容手術、成爲了一個名叫「瀟瀟」的網紅，也再也沒有讓出獄後急切找尋昔日伴侶的柯凡遇見。在故事的結局，蜻蜓莫名失蹤而死。

## 角度
整容、變性、網紅、性騷擾等中國社會話題是支撐《蜻蜓之眼》故事背景的元素，而電影中也穿插了許多包括災禍、自殺及交通事故在内的暴力情節。該作的所有内容均是通過對監控畫面中的場景剪輯製作而成，共計采用了約10,000小時長的錄影，最終縮短、合并至81分鐘。故事的主綫則基於旁白的描述，兩者共同通過製作者的意願展現中國了的現實。對此，電影的兩位編劇之一翟永明透露，「全中國的攝像頭都是我們的攝影師」。
導演徐冰向媒體表示，其對《蜻蜓之眼》的構思最早於2013年獲得了啓發，當時他對電視中法制相關之節目的監控内容印象深刻，并萌發了將監控畫面連接而製作劇情片的想法。衹是時年缺乏錄影資源而使想法未能成行，直至网络直播與雲資料庫無處不在的當下才有機會實現。他稱：「如果監控影像能夠完成一個相對複雜的敘事，那他就説明了監控影像和我們今天的人的關係」。在他眼中，《蜻蜓之眼》與小説《一九八四》兩部作品存在著「一種對話關係」，後者描寫了民衆思想與行爲在極權國家之監控下所遭到的控制，而前者所要體現的問題也包含了監控對中國人生活的改變。
徐冰的工作組在電影製作過程中使用二十余部電腦長期采集中國各地乃至海外的公開錄影，并且刻意避開使用個人收集的非公開素材和監控錄影拍下的過於殘忍的内容。他認爲監控錄影的真實性十分特殊，不同於「演出來的」好萊塢電影，因此能夠帶來更加强烈的視覺衝擊。《蜻蜓之眼》最終用到的許多畫面均是徐的團隊在等候了極長時間之後偶然發生的事件瞬間。該片的製作一度面臨的最大難點是需要在各地的錄影中挖掘合適的事件、并且根據找到的畫面再對劇情進行改動，因此對畫面中人物的「性別、衣著、環境」等特徵的篩選以及銜接都十分耗費精力。

## 反響
北京電影學院教授郝建在《紐約時報》中文網刊文評價道，《蜻蜓之眼》具有「權力反轉」的意味，「將本來用於監控和思想灌輸的影像變成了自己考察、剖析、呈現中國社會的素材」，而其對社會「邊緣題材」和「前沿觀念」的表現與安迪·沃荷的《接吻》《口交》等作品存在相似之處。郝建將該作與葛宇路的《與監控攝像頭對視》、艾未未的《自我監控》、王我的《天安門廣場的監控攝像頭》《折騰》等影視、攝影作品相對比，指出藝術創意是藝術家們對權力控制作出的反抗方式。
美國《綜藝》雜志的影評指出，相較於對世界之更深層思考的主題而言，《蜻蜓之眼》荒誕的故事情節略顯單薄。作者批評導演徐冰在賦予電影新穎而大膽的概念之餘未能成功跳脫社會評論的圈子，從而使得作品本身令人失望。該影評也對《蜻蜓之眼》的在剪輯上作出的努力給予了積極評價，稱其「從數以千計之小時的監控片段中汲取内容、整合成一個故事線，相當難能可貴」。
英國《國際銀幕》雜志旗下網站《每日銀幕》（Screen Daily）稱《蜻蜓之眼》充斥著詩意、焦慮與不適感，是一部用特殊而少見的手法混合了概念藝術與影視的煽動性作品。文章指該作通過精湛的剪輯與音效設計造就了緊張的節奏，使之成爲了一部格外震撼的電影。作者認爲《蜻蜓之眼》當中諸如酒店裡服務人員編隊跳舞的鏡頭存在著一些對《山河故人》的折射，而電影中出現主題公園的一幕也像是對《世界》的致敬。《每日銀幕》總結道，《蜻蜓之眼》迫使觀衆陷入電影的思路、推動了人們對「自我」的永恒反思。

## 獎項與榮譽
- 2017年盧卡諾影展國際影評人獎[1][3]
- 2017年盧卡諾影展天主教人道精神獎（英语：Prize of the Ecumenical Jury）特別提及[1][3]
- 2017年盧卡諾影展金豹獎提名[3]

## 外部連結
- 蜻蜓之眼 （页面存档备份，存于）：本片在香港康樂及文化事務署網站的電子宣傳冊（繁體中文）